# Jinghu (Wuhu)
Jinghu (chiń. upr. 镜湖区; chiń. trad. 鏡湖區; pinyin Jìnghú Qū) – dzielnica miasta Wuhu w prowincji Anhui we wschodniej części Chińskiej Republiki Ludowej. Liczba mieszkańców dzielnicy, w 2010 roku, wynosiła 533 330.